# Christian August (IV.) von Rumohr

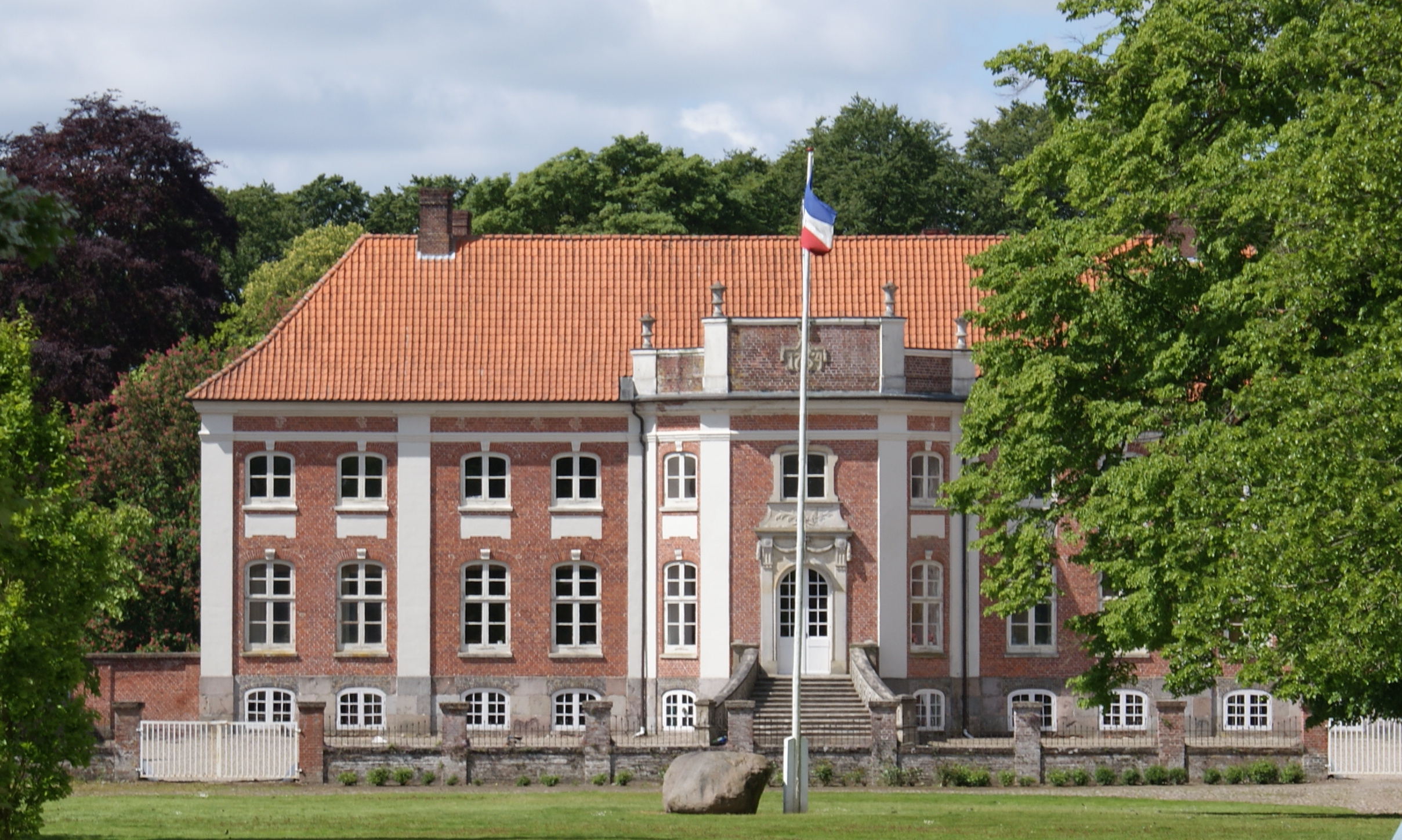
Gut Rundhof, Herrenhaus

Christian August von Rumohr (* 23. Februar 1784 auf Gut Rundhof; † 9. September 1839 ebenda) war ein schleswig-holsteinischer Gutsbesitzer und  Mitglied der Schleswigschen Ständeversammlung.

## Leben

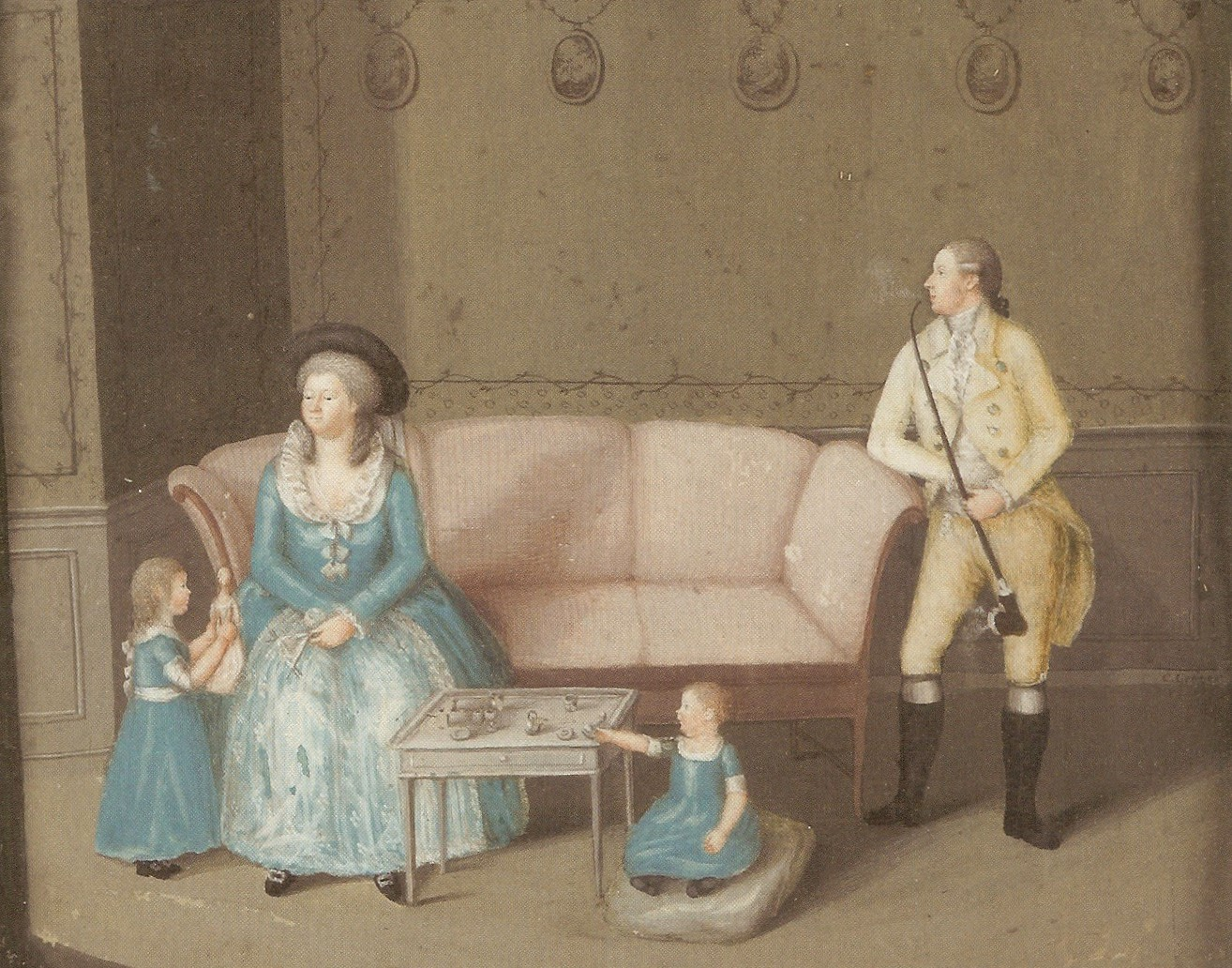
Christian August als Baby (um 1785) mit seinen Eltern und seiner Schwester Luise

Christian August (IV.) von Rumohr (Nr. 189 der Geschlechtszählung) entstammte der Rundtofter Linie des holsteinischen Uradelsgeschlechts (Equites Originarii) von Rumohr. Er war das zweite Kind und der erste Sohn des gleichnamigen Landrats Christian August von Rumohr (1759–1798) auf Rundtoft/Rundhof und dessen Frau Louise Mariane, geb. von Dehn (1762–1849). Friedrich Henning Adolf von Rumohr (1790–1833) und Cay Wilhelm Georg von Rumohr (1797–1879) waren seine jüngeren Brüder. Seine ältere Schwester Luise (1782–1853) war verheiratet mit Wulf Christopher von Ahlefeldt.
Christian August von Rumohr studierte Rechtswissenschaften. 1814 trat er sein Erbe auf Rundhof und Drült an und stabilisierte durch große Sparsamkeit den gefährdeten Besitz. Als Senior der Familie übernahm er dazu nach dem Tod von Henning Heinrich von Rumohr  (1778–1837) das Seniorat-Familienfideikommiss Groß Steinrade.
Rumohr war von 1810 bis 1824 Distriksdeputierter für den Ersten Angler Güterdistrikt, von 1820 bis 1824 zugleich für den Zweiten Angler Güterdistrikt. Seit der Errichtung der Schleswigschen Ständeversammlung 1836 bis zu seinem Tod 1839 war er Deputierter der adligen und größeren Güter.
Seit 1807 war er verheiratet mit Sophie Adelaide, geb. von Hennings (1787–1876), der zweiten Tochter von August Adolph von Hennings. Das Paar hatte zwölf Kinder. Der gleichnamige Sohn Christian August (V.) von Rumohr (1809–1846) übernahm Rundhof; er war Landrat in den Herzogtümern und Adliges Mitglied beim Holsteinischen Landgericht. Die älteste Tochter Luise (* 1812) heiratete Heinrich August Mau. Der dritte Sohn Wulf Henning Ernst Wilhelm von Rumohr (1814–1862) wurde Regierungsrat, Mitglied des Dänischen Reichsrats und Verbitter des Klosters Itzehoe. Er erbte auch Rundhof, weil der zweite Sohn Gustav Adolf von Rumohr (1810–1884) zu seinen Gunsten verzichtete. Der Sohn Willibald Karl Emil Paul von Rumohr (1816–1897) wurde erst dänischer, dann preußischer Regierungsrat und übernahm zuletzt als Senior das Gut Groß Steinrade. Die Tochter Elisabeth (1829–) heiratete Propst Johannes Heinrich Ziese.